# مهاجر ۶
پهپاد مهاجر ۶ جدیدترین عضو خانوادهٔ پهپادی مهاجر است که در ردهٔ پهپادهای تاکتیکی-رزمی قرار دارد. این پهپاد دارای قابلیت به‌کارگیری در انواع مأموریت‌های نظامی و غیرنظامی بوده و هم‌اکنون در اختیار سپاه پاسداران انقلاب اسلامی و نیروی زمینی ارتش جمهوری اسلامی ایران است.
بُرد عملیاتی این «پرندهٔ هدایت‌پذیر از دور» بیش از ۲۰۰۰ کیلومتر است و همچنین قادر به حمل ۱۰۰–۱۵۰ کیلوگرم تسلیحات است. سرعت این پهپاد ۲۰۰ کیلومتر بر ساعت بوده و می‌تواند ۲ یا ۴ بمب هوشمند و نقطه‌زن اپتیکی-حرارتی قائم را در پایین بال‌های خود قرار دهد. در تاریخ ۲۲ فروردین ۱۴۰۲ نیروی زمینی ارتش جمهوری اسلامی ایران از کلاس پهپاد جمر مهاجر۶ رونمایی کرد. این پهپاد اولین پرنده بدون سرنشین جمر ارتش است و قابلیت عملیات و پشتیبانی جنگ الکترونیک و آفند الکترونیک علیه شبکه‌های ارتباطی دشمن را دارد.

## مشخصات
پهپاد «مهاجر-۶» جدیدترین و پیشرفته‌ترین پهپاد در خانوادهٔ پهپادی مهاجر است.
این پرندهٔ هدایت‌پذیر که دارای ابعادی کوچک و چابک از نسل مهاجر است، توسط سازمان صنایع هوایی نیروهای مسلح، طراحی و به تولید انبوه رسیده و در اختیار سپاه پاسداران و ارتش ایران قرار گرفته‌است.
این پهپاد در دستهٔ پهپادهای تاکتیکی و رزمی قرار می‌گیرد و قابلیت به‌کارگیری در انواع مأموریت‌های نظامی و غیرنظامی را دارد. پهپاد مهاجر-۶ که از جمله تولیدات وزارت دفاعِ ایران محسوب می‌شود، قادر است ۴۰ کیلوگرم تسلیحات در مدل‌های اولیه و ۱۰۰–۱۵۰ کیلوگرم در مدل‌های جدید را در قسمت پایینی بال‌های خود حمل نماید. انواع «موشک‌های هدایت لیزری» و «بمب‌های هدایت‌شونده و «بمب‌های سقوط آزاد» را می‌توان بر روی این پهپاد نصب نمود. 
این پهپاد در حوزه‌های شناسایی با بهره‌مندی از سامانه‌های شناسایی الکترواپتیکی، لیزری، فروسرخ، سیستم‌های شنود الکترونیکی دشمن، مقابله با جنگ الکترونیک، سامانهٔ اخلالگر، سیستم شناسایی خودکار، برخورداری از سیستم پرواز و سیستم نشست و برخاست و ناوبری خودکار از جملهٔ پهپادهای هدایت‌پذیرِ پیشرفته و کارآمد محسوب می‌گردد.
مهاجر-۶ قادر است در عملیات‌های گوناگون علیه هدف‌های ثابت و متحرک عمل نماید و علت آن به‌کارگیری از تسلیحات هدایت‌شونده است. بُرد عملیاتی این پرندهٔ هدایت‌پذیر از دور بیش از ۲۰۰۰ کیلومتر بوده و تا ۲۴۰۰ کیلومتر نیز می‌رسد و به انجام دیده‌بانی در روز و شب، و ردگیری و تعقیب اهداف مد نظر می‌پردازد.
این پهپاد به‌طور رسمی پس از انجام آزمایش‌های مختلف همانند «پرواز روزانه و شبانه»، «ثبت تهاجمی» و «برخورداری از مداومت پرواز در مناطق مرزی عملیاتی»، به «گروه پهپادی حضرت ولی عصر (عج)» نیروی زمینی ارتش جمهوری اسلامی ایران و سپاه پاسداران انقلاب اسلامی تحویل داده شد. همچنین، مهاجر-۶ در نمایشگاه هوایی نمایشگاه هوایی ماکس ۲۰۱۷ کشور روسیه به نمایش درآمده است.

## صادرات و عملیات‌ها

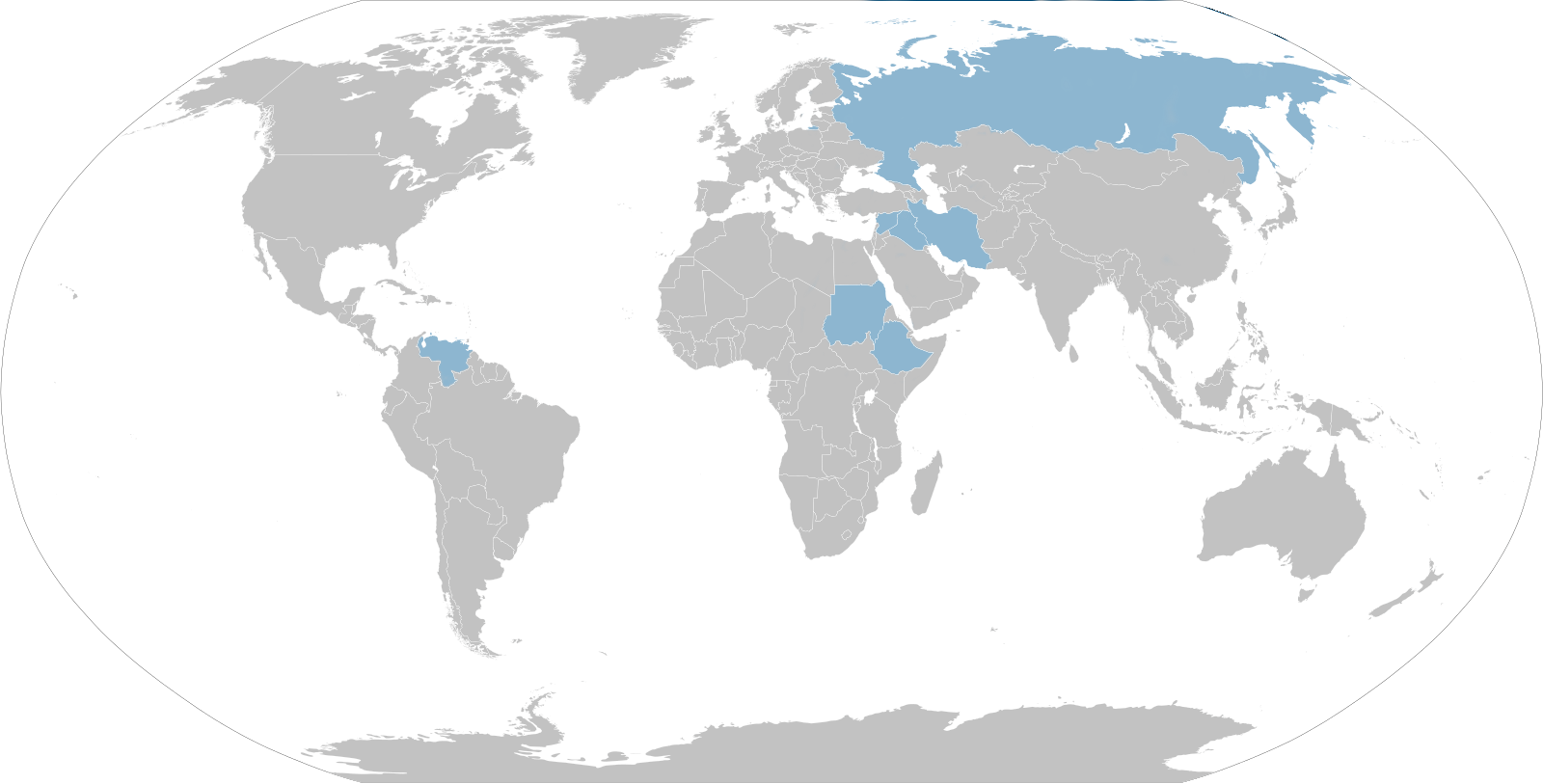
کاربران مهاجر ۶

پهپاد مهاجر ۶ علاوه بر صادرات، در عملیات‌های متعددی نیز حضور داشته‌است.

### ایران
در تاریخ ۲۱ تیر ۱۳۹۸ نیروی زمینی سپاه پاسداران انقلاب اسلامی در یک اقدام تلافی‌جویانه از این پهپاد برای حمله علیه احزاب کُردی و گروه‌های شبه‌نظامی در کردستان عراق استفاده کرد.

### روسیه
مدتی پس از حملهٔ روسیه به اوکراین، منابع اوکراینی ادعاهای متعددی مبنی بر حضور پهپادهای ایرانی در میدان جنگ اوکراین می‌کردند که همگی از طرف ایران و روسیه رد می‌شد. اما پس از سرنگونی یک فروند پهپاد روسی و تحقیقات اوکراینی‌ها روی لاشهٔ آن، اوکراین تأیید کرد که این یک پهپاد مهاجر ۶ ساخت ایران بوده که در کنار انواع دیگرِ پهپادها به روسیه صادر شده و در حال حاضر در میدان جنگ استفاده می‌شوند.

### اتیوپی
پس از شروع جنگ داخلی اتیوپی، نیروی هوایی این کشور چندین حملهٔ پهپادی موفق با پهپادهای ناشناس علیه مواضع جدایی‌طلبان تیگرای انجام داد. مدتی بعد منابع آمریکایی با پخش تصاویر ماهواره‌ای از فرودگاه اتیوپی و نشان دادن یک پهپاد شبیه مهاجر ۶، ادعا کردند این کشور از ایران پهپاد خریده‌است. در سال ۲۰۲۱ نیز هنگام بازدید نخست‌وزیر اتیوپی از پایگاه هوایی سمرا تصاویری از پهپاد مهاجر۶ دیده شد.

### ونزوئلا و حشد شعبی
همچنین گروه حشد شعبی عراق و نیروهای مسلح ونزوئلا از دیگر دارندگان این پهپاد هستند.

## نگارخانه

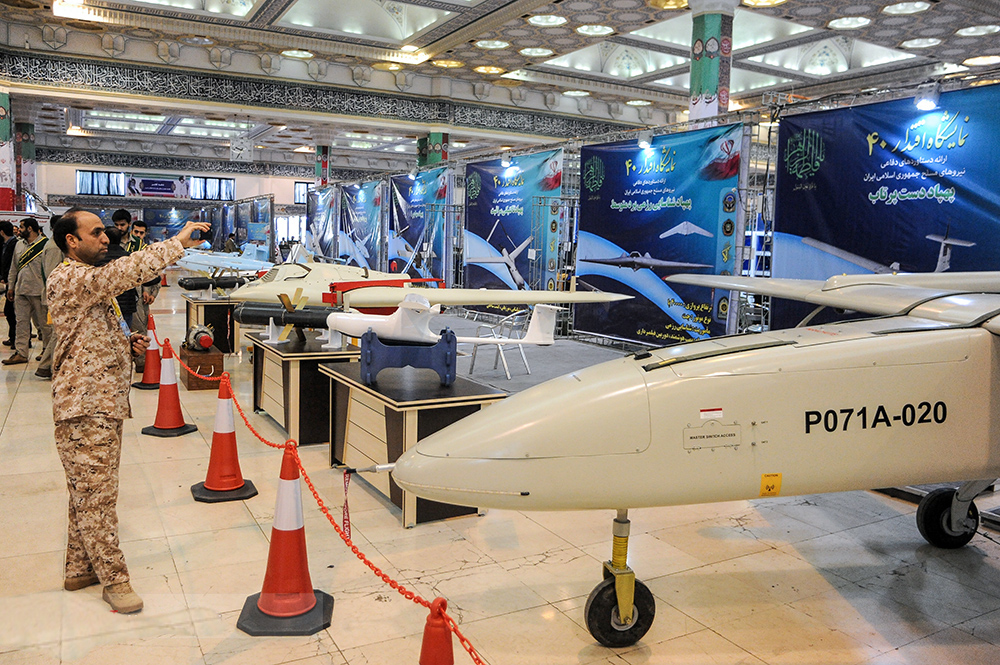

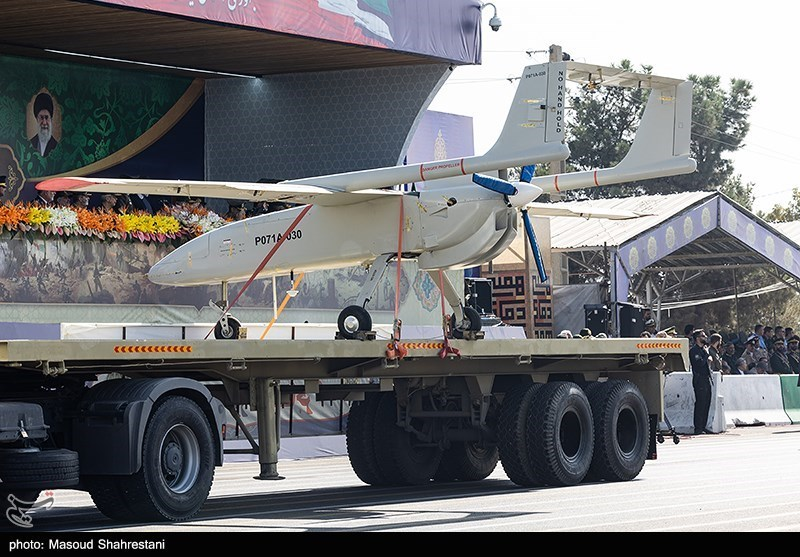

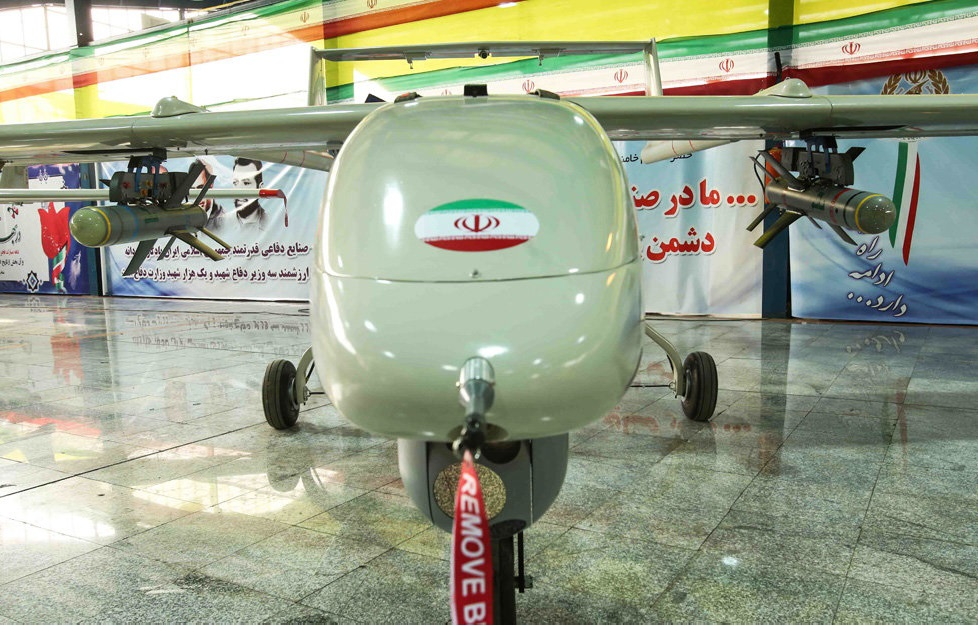

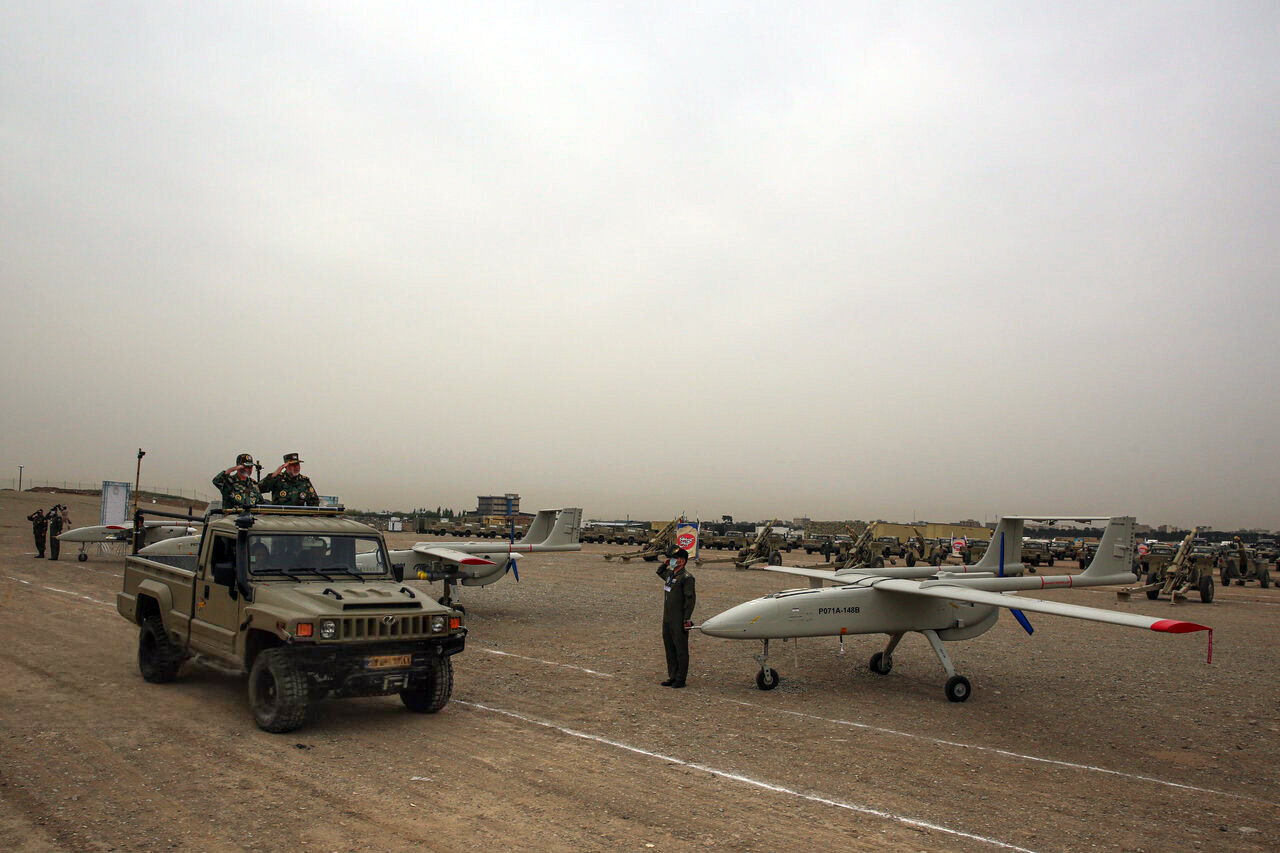

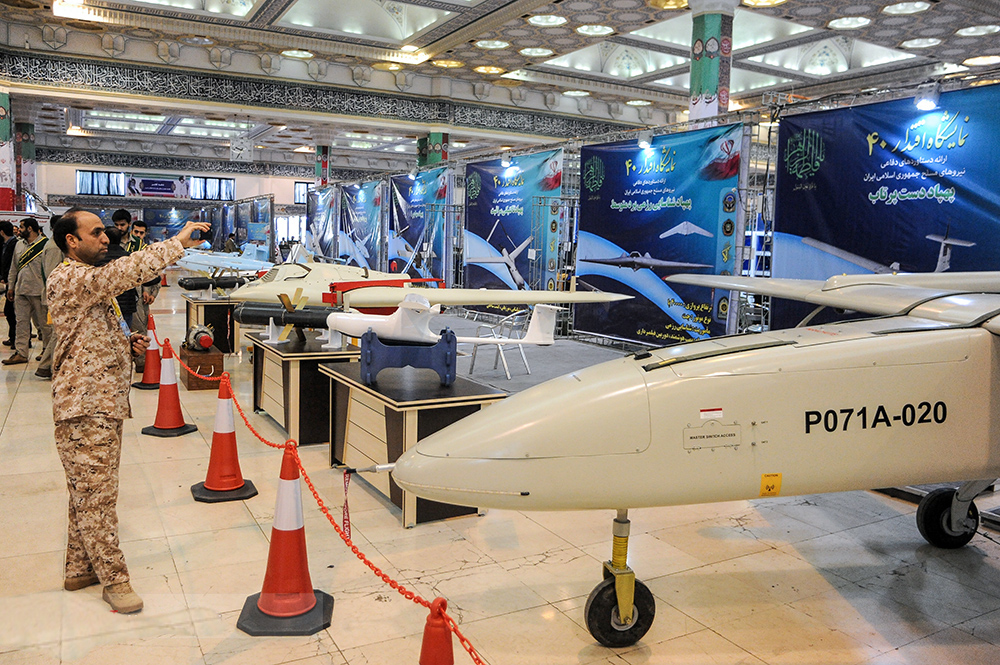